# Julien Ponceau
Pour les articles homonymes, voir Ponceau.
Julien Ponceau, né le 28 novembre 2000 à Catumbela en Angola, est un footballeur français qui évolue au poste de milieu offensif au Real Valladolid. Il possède également la nationalité angolaise.

## Biographie
Julien Ponceau est né à Catumbela en Angola, d'une mère angolaise et d'un père français, originaire de Concarneau, qui a travaillé dans ce pays du sud de l'Afrique. Julien est ensuite arrivé en France, à Saint-Évarzec à l'âge de 4 ans. Il joue donc dans le club de sa ville, l'US Saint Evarzec, dans lequel il est repéré par l'US Concarneau en 2013.

### Carrière

#### En club
Ponceau est issu du centre de formation du FC Lorient, qu'il a rejoint en 2015.
Le 14 février 2018, Ponceau signe son premier contrat professionnel avec Lorient. Il fait ensuite ses débuts professionnels avec Lorient lors d'une victoire 1-0 en Coupe de la Ligue contre le Valenciennes FC le 14 août 2018.
Après une saison 2018-2019 réussie, il a plus de mal à trouver du temps de jeu lors de la saison suivante, où les Lorientais font figure de favoris à la montée en Ligue 1.
Pour autant, son profil continue à intéresser plusieurs clubs étrangers, tels que le Séville FC, Swansea City, le FC Bâle ou Willem II.
Il rejoint ensuite le Rodez AF, en prêt du FC Lorient, puis le Nîmes Olympique l'année suivante, sous les mêmes modalités.
Il est de retour au sein du groupe lorientais, lorsque Régis Le Bris prend les rênes du club morbihanais. Il signe son premier but en Ligue 1 le 19 février 2023, face à l'AC Ajaccio au stade du Moustoir. Il dispute la saison 2022-2023 avec le FC Lorient et commence la saison suivante avec le même club.
Le 19 juillet 2025, Julien Ponceau rejoint le Real Valladolid en tant qu'agent libre. Il y signe un contrat de 3 ans, soit jusqu'en juin 2028.

#### En sélection
International avec les équipes de jeunes françaises, comptant notamment 12 sélections avec les moins de 19 ans, Julien Ponceau participe au Championnat d'Europe des moins de 19 ans 2019, où la France est battue en demi-finale aux tirs au but par les futurs vainqueurs de la compétition, l'Espagne.

## Statistiques
| Saison                | Club                   | Championnat           | Championnat | Championnat | Championnat | Coupe nationale | Coupe nationale | Coupe nationale | Coupe de la Ligue | Coupe de la Ligue | Coupe de la Ligue | Total | Total | Total |
| Saison                | Club                   | Division              | M.          | B.          | P.d.        | M.              | B.              | P.d.            | M.                | B.                | P.d.              | M.    | B.    | P.d.  |
| 2018-2019             | FC Lorient             | Ligue 2               | 24          | 2           | 1           | -               | -               | -               | 4                 | 0                 | 0                 | 28    | 2     | 1     |
| 2019-2020             | FC Lorient             | Ligue 2               | 2           | 0           | 0           | 2               | 0               | 0               | 1                 | 0                 | 0                 | 5     | 0     | 0     |
| 2022-2023             | FC Lorient             | Ligue 1               | 31          | 1           | 4           | 3               | 0               | 0               | -                 | -                 | -                 | 34    | 1     | 4     |
| 2023-2024             | FC Lorient             | Ligue 1               | 32          | 3           | 2           | 1               | 0               | 0               | -                 | -                 | -                 | 33    | 3     | 2     |
| 2024-2025             | FC Lorient             | Ligue 2               | 30          | 3           | 5           | 2               | 1               | 1               | -                 | -                 | -                 | 32    | 4     | 6     |
| Sous-total            | Sous-total             | Sous-total            | 119         | 9           | 12          | 8               | 1               | 1               | 5                 | 0                 | 0                 | 132   | 10    | 13    |
| 2020-2021             | Rodez AF (prêt)        | Ligue 2               | 16          | 0           | 0           | 2               | 0               | 0               | -                 | -                 | -                 | 18    | 0     | 0     |
| 2021-2022             | Nîmes Olympique (prêt) | Ligue 2               | 38          | 3           | 1           | 3               | 1               | 1               | -                 | -                 | -                 | 41    | 4     | 2     |
| 2025-2026             | Real Valladolid        | LaLiga 2              | -           | -           | -           | -               | -               | -               | -                 | -                 | -                 | 0     | 0     | 0     |
| Total sur la carrière | Total sur la carrière  | Total sur la carrière | 173         | 12          | 13          | 13              | 2               | 2               | 5                 | 0                 | 0                 | 191   | 14    | 15    |

## Palmarès
FC Lorient
- Championnat de Ligue 2 (2) :
  - Champion : 2020 et 2025